# Medan Lagrarna Gro
Medan lagrarna gro var en litterär tidskrift, som stöddes och förlades av Bonniers och utgavs 1948–50.
Clas Engström var initiativtagare och redaktör. Tidskriften var en gymnasisttidning i Stockholm, som kom ut i åtta häften i formatet 23×16 cm, totalt 272 sidor. Medarbetare var bland annat Lasse Bergström, Hans Björkegren, Jörn Donner, Christer Duke, Ing-Marie Eriksson, Kjell Espmark, Bo Grandien, K. Siwert Lindberg, Sven Lindqvist, Göran Palm, Tomas Tranströmer, Urban Torhamn, Beppe Wolgers [Bertil Wolgers], Per Wästberg och Claes Wirsén.
Tomas Tranströmer publicerade sina första fyra dikter 1948 i skoltidningen Loke. Organ för Södermalms Högre allmänna läroverk med omnejd. Nästkommande fem dikter, alla utan titlar, publicerades i Medan Lagrarna Gro 1949:2.
Delar av redaktionen för Medan Lagrarna Gro – Lasse Bergström, Clas Engström och Per Wästberg – kom efter nedläggningen att samarbeta i redaktionen för den av Bonniers 1951–53 utgivna litteraturtidskriften Femtital.